# Napostygnus
Napostygnus is een geslacht van hooiwagens uit de familie Gonyleptidae.
De wetenschappelijke naam Napostygnus is voor het eerst geldig gepubliceerd door Roewer in 1929. 

## Soorten
Napostygnus is monotypisch en omvat slechts de volgende soort:
- Napostygnus bispinosus